# Duits korfbalteam
Het Duitse korfbalteam is een team van korfballers dat Duitsland vertegenwoordigt in internationale wedstrijden. De verantwoordelijkheid van het Duitse korfbalteam ligt bij de  Deutscher Turner Bund e.V (DTB). 

## Resultaten op de wereldkampioenschappen
| Wereldkampioenschap korfbal |               |             |            |
| Jaar                        | Kampioenschap | Gastheer    | Klassering |
| 1978                        | 1e WK         | Nederland   | Brons      |
| 1984                        | 2e WK         | België      | Brons      |
| 1987                        | 3e WK         | Nederland   | 5e plaats  |
| 1991                        | 4e WK         | België      | 4e plaats  |
| 1995                        | 5e WK         | India       | 6e plaats  |
| 1999                        | 6e WK         | Australië   | 4e plaats  |
| 2003                        | 7e WK         | Nederland   | 8e plaats  |
| 2007                        | 8e WK         | Tsjechië    | 11e plaats |
| 2011                        | 9e WK         | China       | 9e plaats  |
| 2015                        | 10e WK        | België      | 6e plaats  |
| 2019                        | 11e WK        | Zuid-Afrika | 5e plaats  |
| 2023                        | 12e WK        | Taiwan      | 6e plaats  |

## Resultaten op de Wereldspelen
| Wereldspelen |                  |                       |               |
| Jaar         | Kampioenschap    | Gastland              | Klassering    |
| 1985         | 2e Wereldspelen  | Londen (Engeland)     | 4e plaats     |
| 1989         | 3e Wereldspelen  | Karlsruhe (Duitsland) | Brons         |
| 1993         | 4e Wereldspelen  | Den Haag (Nederland)  | Brons         |
| 1997         | 5e Wereldspelen  | Lahti (Finland)       | 4e plaats     |
| 2001         | 6e Wereldspelen  | Akita (Japan)         | Geen deelname |
| 2005         | 7e Wereldspelen  | Duisburg (Duitsland)  | 4e plaats     |
| 2009         | 8e Wereldspelen  | Kaohsiung (Taiwan)    | Geen deelname |
| 2013         | 9e Wereldspelen  | Cali (Colombia)       | 8e plaats     |
| 2017         | 10e Wereldspelen | Wrocław (Polen)       | 4e plaats     |
| 2022         | 11e Wereldspelen | Birmingham (Amerika)  | 4e plaats     |
| 2025         | 12e Wereldspelen | Chengdu (China)       | 6e plaats     |

## Resultaten op de Europese kampioenschappen
| Europees kampioenschap korfbal |               |           |            |
| Jaar                           | Kampioenschap | Gastland  | Klassering |
| 1998                           | 1e EK         | Portugal  | 6e plaats  |
| 2002                           | 2e EK         | Catalonië | 4e plaats  |
| 2006                           | 3e EK         | Hongarije | 4e plaats  |
| 2010                           | 4e EK         | Nederland | 4e plaats  |
| 2014                           | 5e EK         | Portugal  | 10e plaats |
| 2016                           | 6e EK         | Nederland | 5e plaats  |
| 2018                           | 7e EK         | Nederland | Zilver     |
| 2021                           | 8e EK         | België    | Brons      |
| 2024                           | 9e EK         | Spanje    | Brons      |

## Bondscoaches
| Periode      | Nationaliteit | Bondscoach        | Dienstjaren |  | Medailles |  | Gecoachte toernooien                                                          |  |  | extra info |
| ------------ | ------------- | ----------------- | ----------- |  | --------- |  | ----------------------------------------------------------------------------- |  |  | ---------- |
| 2017 - heden | NED           | Wilco van den Bos | 8           |  | 3         |  | EK 2018,WK 2019,EK 2021, World Games 2022, WK 2023, EK 2024, World Games 2025 |  |  | 0          |
| 2016 - 2017  | NED           | Jan de Jager      | 1           |  | 0         |  | EK 2016, World Games 2017                                                     |  |  | 0          |
| 2016         | GER           | Henning Peuters   | 1           |  | 0         |  | EK 2016, World Games 2017                                                     |  |  | 0          |
| 2014 - 2016  | NED           | Ruben Boode       | 2           |  | 0         |  | EK 2014, WK 2015                                                              |  |  | 0          |
| 2010 - 2014  | NED           | Jan Hof           | 4           |  | 0         |  | EK 2010, WK 2011, World Games 2013                                            |  |  | 0          |

## Selecties

### Huidige selectie
De samenstelling van het Duitse korfbalteam (laatste update: 1-10-2024)
Staf
- Hoofdcoach: Wilco van den Bos
- Assistent bondscoach: Timon Orth

Dames
- Anna Orth, SG Pegasus
- Madeline Gust, Adler Rauxel
- Johanna Gnutt, Schweriner KC
- Lea Witthaus, Schweriner KC
- Julia Strach, Adler Rauxel
- Jana Kierdorff, TuS Schildgen
- Hannah Heilmann, Schweriner KC

Heren
- Jan Robert Heming, TuS Schildgen
- Thomas Freund, TuS Schildgen
- Steffen Heppekausen, TuS Schildgen
- Pascal Demuth, Schweriner KC
- Maurice Grammel, Adler Rauxel
- Lucas Witthaus, Schweriner KC
- Theo Nowak, TuS Schildgen